# جيانكارلو كوراديني
جيانكارلو كوراديني (بالإيطالية: Giancarlo Corradini)‏ مدرب إيطالي ومدافع سابق ولد يوم 24 شباط/فبراير 1961 في مدينة ساسولو بمنطقة مودينا الإيطالية
لعب خلال مشواره الفني كلاعب مع عدة أندية إيطالية مثل جنوة، ريجينا ثم نابولي قبل أن يعتزل سنة 1994، درب عدة أندية في إيطاليا مثل يوفنتوس ، فينيسيا وكوينو الذي يدربه حاليا.

## روابط خارجية
- جيانكارلو كوراديني على موقع قاعدة بيانات كرة القدم.إي يو (الإنجليزية)
- جيانكارلو كوراديني على موقع عالم كرة القدم.نت (الإنجليزية)